# Philautus jacobsoni
Philautus jacobsoni es una especie de ranas que habita en Java.
Esta especie se encuentra amenazada de extinción debido a la destrucción de su hábitat natural.